# Гайя-Энцелад
Гайя-Энцелад — остатки карликовой галактики, слившейся с Млечным Путём около 8–11 млрд лет назад. Около 10 миллиардов лет назад Млечный Путь слился с крупной галактикой. Звезды этого партнера, названного Гайя-Энцелад (Gaia-Enceladus или Gaia Sausage), составляют большую часть ореола Млечного Пути, а также формируют его толстый диск, придавая ему надутую форму. Колоссальное слияние было изначально обнаружено на предварительных данных Gaia кембриджским астрономом российского происхождения Василием Белокуровым, а затем подтверждено международной командой во главе с астрономом Университета Гронингена (Нидерланды) Аминой Хельми.

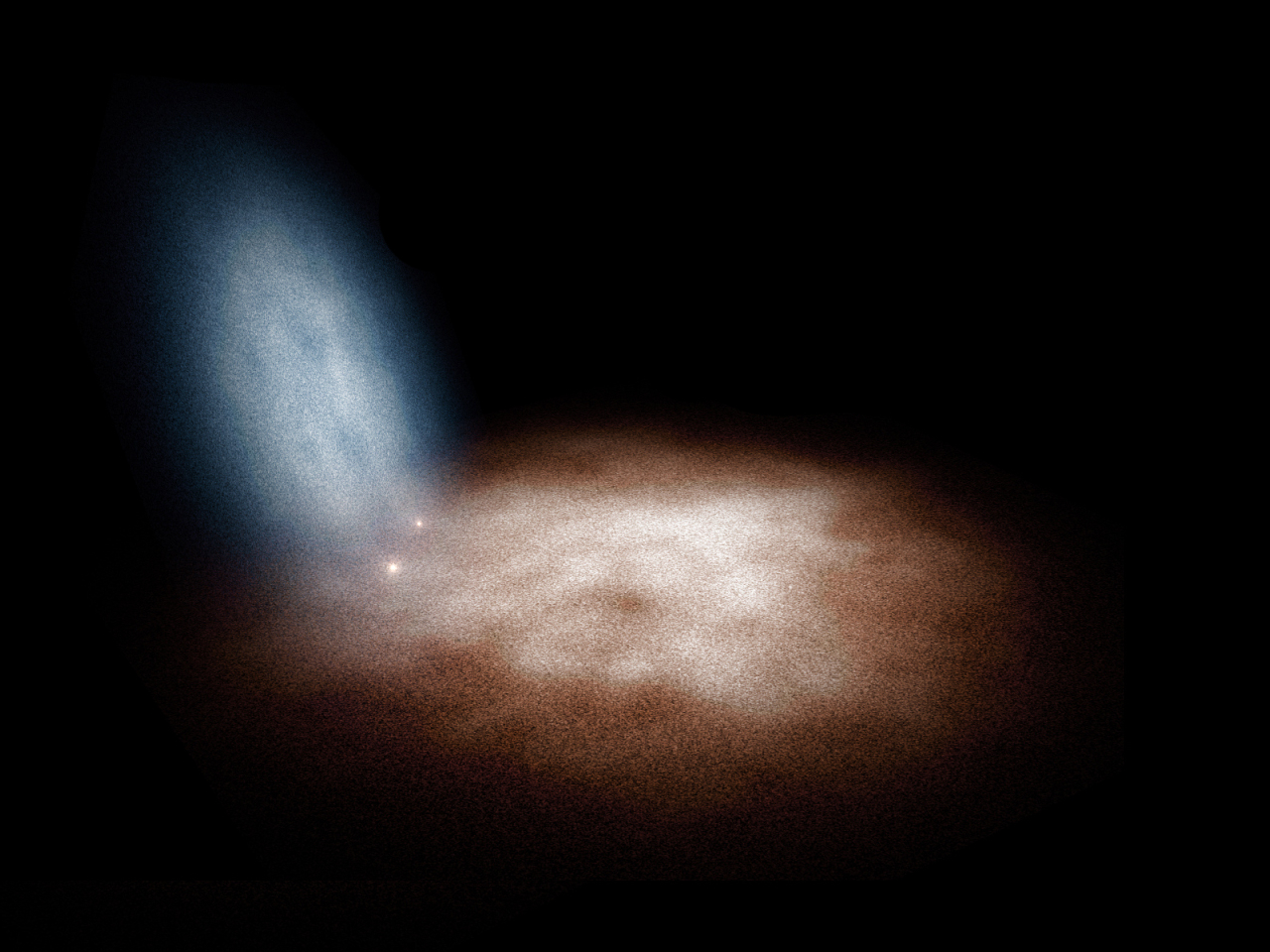
Слияние

Когда галактика Гайя-Энцелада врезалась в Млечный Путь, то это вызвало мощную "встряску" нашей галактики и привело к раздутию диска.